# Shuffle!
Shuffle! (яп. シャッフル! Сяффуру!) — игра в жанре визуальная новелла, созданная компанией Navel. По мотивам игры было выпущено несколько манг, аниме-сериалов и ранобэ. Продолжение сериала носит название Shuffle! Memories.

## Сюжет
Действие игры происходит в вымышленном мире, в котором десять лет назад произошёл катаклизм, в результате чего мир людей оказался соединённым магическими порталами с миром демонов и миром богов. Правители трёх миров пришли к мирному соглашению, и вскоре в мире людей стало появляться всё больше представителей других рас, переселившихся в него на постоянное место жительства.
В середине июня во второй класс академии «Вербена», где обучается главный герой произведения — семнадцатилетний Рин Цутими, одновременно переводятся дочери короля богов и короля демонов — Лисиантус и Нэринэ. Обе они заявляют, что прибыли в мир людей с целью выйти замуж за Рина, с которым познакомились около восьми лет назад. Вместе с ними в мир людей переселяются король богов и король демонов, которые стремятся помочь своим дочерям добиться любви юноши. После этого Рин пытается продолжать жить своей привычной жизнью и готовится к завершению первого школьного триместра.
На этом моменте в зависимости от принятых игроком решений Рин сосредотачивается на развитии отношений с одной из окружающих его девушек, и происходит ветвление игры на сюжетные арки.

### Персонажи

Рин

Каэдэ

Аса

Нэринэ

Сиа

Рин Цутими (яп. 土見稟 Цутими Рин) — главный герой-рассказчик. Восемь лет назад потерял в автокатастрофе обоих родителей и был усыновлён другом семьи — Микио Фуё, который в этом же происшествии лишился супруги. Рин постоянно проживает с дочерью Микио — Каэдэ, выполняющей за них всю работу по дому. Вскоре после смерти своих родителей Рин помог потерявшимся в городе Нэринэ и Лисиантус, о чём однако забыл вплоть до событий игры.
Сэйю: Томокадзу Сугита
Каэдэ Фуё (яп. 芙蓉楓 Фуё: Каэдэ) — одноклассница Рина, знакомая с ним с раннего детства. Восемь лет назад Каэдэ серьёзно простудилась, что заставило родителей Рина и мать Каэдэ прервать совместную поездку и, поспешив домой, попасть в аварию. Узнав о гибели своей матери, Каэдэ впала в депрессию и долгое время отказывалась принимать пищу. Чтобы придать Каэдэ новый стимул к жизни, Рин сказал ей, что именно он виновен в смерти её матери, поскольку якобы попросил родителей вернуться пораньше из-за собственной скуки. Каэдэ надолго возненавидела Рина и неоднократно пыталась отомстить ему, но спустя несколько лет поняла, что эта история была выдумкой, которую мальчик рассказал, чтобы поддержать её. В искупление своих грехов Каэдэ решила посвятить свою жизнь заботе о Рине, в которого вскоре влюбилась, однако считала себя недостойной его любви. В концовке её сюжетной арки Рин убеждает Каэдэ, что верен данному ещё в детстве обещанию «всегда быть с ней» и не держит на неё обиду за всё, что она успела причинить ему, пытаясь отомстить.
Сэйю: Юко Гото
Аса Сигурэ (яп. 時雨亜沙 Сигурэ Аса) — ученица третьего класса академии и глава кулинарного клуба. Впервые познакомилась с Рином во время обучения Каэдэ азам кулинарии, после чего влюбилась в него, но держала свои чувства в тайне. В детстве была очень болезненным ребёнком, поскольку является дочерью человека и демонессы, являвшейся объектом совместного проекта мира богов и демонов по созданию гомункулов. Мать Асы была подвергнута многочисленным экспериментам, в результате которых получила огромный магический потенциал, который перешёл по наследству её дочери. Однако именно эта магия, заключённая в человеческом теле Асы, являлась причиной её детских болезней, из-за которых она долгое время не могла жить жизнью обыкновенной школьницы, вследствие чего Аса долгое время упрекала мать как виновницу её бед. Повзрослев, Аса частично выздоровела, стала раскаиваться за собственное поведение в отношение матери и решила принципиально отказаться от использования магии, которая могла бы облегчать её состояние. После начала романтических отношений с Рином состояние Асы начинает вновь ухудшаться, из-за того что в доме юноши проживает другой гомункул — Примула, однако Аса продолжает отказываться даже под угрозой собственной смерти высвободить магию. В концовке сюжетной арки Рин вынуждает Асу применить магию, вскрыв себе вены на её глазах.
Сэйю: Мики Ито
Неринэ (яп. ネリネ Нэринэ) — дочь короля демонов, одноклассница Рина. С детства Нэринэ отличалась слабым здоровьем, но обладала самым большим среди демонов потенциалом к магии, благодаря чему была выбрана как объект для клонирования в опыте по созданию гомункула. Клон Нэринэ получил имя Ликорис. Перед одним из визитов короля демонов в мир людей восемь лет назад Нэринэ, которая должна была принять участие в официальной церемонии, серьёзно заболела, и король демонов взял вместо неё Ликорис. Именно Ликорис в ту пору познакомилась в Рином и влюбилась в него. Вскоре было выяснено, что тело Ликорис не способно нормально удерживать магию гомункула и ей грозит скорая гибель. Узнав это, Ликорис решила передать остатки своей жизненной силы Нэринэ, что позволило ей выздороветь и получить все воспоминания и чувства гомункула. Сама Нэринэ стала чувствовать себя в неоплатном долгу перед Ликорис и решила прожить жизнь за неё, отбросив собственное «я». После начала отношений с Рином Нэринэ осознаёт, что влюбилась в юношу именно как Нэринэ и решает прекратить развивающийся роман. В концовке сюжетной арки Рин убеждает Нэринэ, что последним желанием Ликорис было сделать её счастливой и поэтому она не должна отказываться от собственных чувств.
Сэйю: Харука Нагами
Лисиантус (яп. リシアンサス Рисиансасу) — дочь короля богов, одноклассница Рина. В теле Лисиантус заключены две души — самой Лисиантус и её сестры-близнеца Кикё, которой не позволили родиться с помощью магии, поскольку их мать хотела лишь одного ребёнка. Однако ещё в утробе Лисиантус воспротивилась гибели сестры и приняла её душу в собственное тело. С тех пор Лисиантус и Кикё мирно сосуществовали, но во время начала романтических отношений с Рином Кикё, недовольная темпом их развития, решает взять контроль над телом и лично соблазнить юношу. Во время их свидания Рин противится излишне агрессивному поведению своей девушки, что вынуждает Лисиантус рассказать правду о произошедшем. Кикё решает больше не мешать сестре и позволяет ей самой строить свои отношения с Рином. В Shuffle! Essence+ Кикё получает собственную концовку, в которой с помощью магию её удаётся отделить от тела Лисиантус.
Сэйю: Саяка Аоки
Примула (яп. プリムラ Пуримура) — полностью искусственный гомункул, созданный после неудачных опытов с матерью Асы и Ликорис. От Ликорис, которую Примула считала старшей сестрой, она узнала о существовании Рина и стала испытывать к нему интерес. После переезда Нэринэ в мир людей Примула также отправляется в него в поисках Рина и находит его на одной из улиц города. Примула уговаривает Каэдэ и Рина разрешить ей жить вместе с ними, на что дают согласие король богов и король демонов, как руководители проекта гомункулов. Изначально малоэмоциональная Примула начинает проявлять свой характер всё больше под влиянием Рина и обращается к нему только как к «братику». В начале сентября король богов и король демонов решают навсегда вернуть Примулу в экспериментальную лабораторию, однако Рину с друзьями удаётся переубедить их.
Сэйю: Хитоми

## Музыка и радиопостановки

### Shuffle!
Открывающая тема
- композиция: «YOU»

Исполняет: YURIA
Закрывающая тема
- композиция: «innocence»

Исполняет: Миюки Хасимото

### Shuffle! Memories
Открывающие темы
- композиция: «Fateful Encounters»: серия 1

Исполняет: YURIA
- композиция: «memories»: серии 2, 7

Исполняет: Юко Гото
- композиция: «High Tension Dreamer»: серии 3, 8

Исполняет: Мики Ито
- композиция: «pray»: серии 4, 9

Исполняет: Харука Нагами
- композиция: «Giri Giri Heart Connection» (ぎりぎりHeartコネクション): серии 5, 10

Исполняет: Саяка Аоки
- композиция: «pureness»: серии 6, 11

Исполняет: Хитоми
Закрывающие темы
- композиция: «innocence»: серия 1

Исполняет: Миюки Хасимото
- композиция: «only one, only love»: серии 2, 7

Исполняет: Юко Гото
- композиция: «wish»: серии 3, 8

Исполняет: Мики Ито
- композиция: «Himitsu no Mori» (秘密の森): серии 4, 9

Исполняет: Харука Нагами
- композиция: «freedom»: серии 5, 10

Исполняет: Саяка Аоки
- композиция: «Magical*Power Station» (まじかる☆パワーステーション): серии 6, 11

Исполняет: Хитоми
- композиция: «natural tone»: серия 12

Исполняет: Миюки Хасимото